# Rotation eines Vektorfeldes
Als Rotation oder Rotor bezeichnet man in der Vektoranalysis, einem Teilgebiet der Mathematik, einen Differentialoperator, der einem Vektorfeld im dreidimensionalen euklidischen Raum mit Hilfe der Differentiation ein neues Vektorfeld zuordnet.
Die Rotation eines Strömungsfeldes gibt für jeden Ort das Doppelte der Winkelgeschwindigkeit an, mit der sich ein mitschwimmender Körper dreht („rotiert“). Dieser Zusammenhang ist namensgebend.

Das Geschwindigkeitsfeld einer rotierenden Scheibe besitzt eine konstante Rotation parallel zur Drehachse

Es muss sich aber nicht immer um ein Geschwindigkeitsfeld und eine Drehbewegung handeln; beispielsweise betrifft das Induktionsgesetz die Rotation des elektrischen Feldes.
Ein Vektorfeld, dessen Rotation in einem Gebiet überall gleich null ist, nennt man wirbelfrei oder, insbesondere bei Kraftfeldern, konservativ. Ist das Gebiet einfach zusammenhängend, so ist das Vektorfeld genau dann der Gradient einer Funktion, wenn die Rotation des Vektorfeldes im betrachteten Gebiet gleich null ist.
Die Divergenz der Rotation eines Vektorfeldes ist gleich null. Umgekehrt ist in einfach zusammenhängenden Gebieten ein Feld, dessen Divergenz gleich null ist, die Rotation eines anderen Vektorfeldes.
Beispiele:
- Das Vektorfeld, das an jedem Ort die Windrichtung und -geschwindigkeit eines Wirbelsturms angibt, hat in der Umgebung des Auges (der Rotationsachse) eine von null verschiedene Rotation.
- Das Vektorfeld {\displaystyle {\vec {v}}(x,y,z)=\omega \cdot (x\,{\hat {e}}_{y}-y\,{\hat {e}}_{x})\,,} das an jedem Punkt einer rotierenden Scheibe die Geschwindigkeit angibt, hat an jedem Punkt dieselbe von null verschiedene Rotation. Die Rotation beträgt das Zweifache der Winkelgeschwindigkeit, {\displaystyle \operatorname {rot} \,{\vec {v}}(x,y,z)=2\,\omega \,{\hat {e}}_{z}\,.} Siehe Abbildung
- Das Kraftfeld, das an jedem Punkt die Gravitationskraft der Sonne auf ein Testteilchen angibt, ist wirbelfrei. Das Kraftfeld ist der negative Gradient der potentiellen Energie des Teilchens.

## Definition der Rotation

### Definition in kartesischen Koordinaten
Seien {\displaystyle (x,y,z)} die kartesischen Koordinaten des dreidimensionalen euklidischen Raumes und {\displaystyle {\hat {e}}_{x}}, {\displaystyle {\hat {e}}_{y}} und {\displaystyle {\hat {e}}_{z}} die auf Einheitslänge normierten, zueinander senkrechten Basisvektoren, die an jedem Punkt in Richtung der zunehmenden Koordinaten zeigen.
Die Rotation eines dreidimensionalen, differenzierbaren Vektorfeldes
{\displaystyle {\vec {F}}(x,y,z)=F_{x}(x,y,z)\,{\hat {e}}_{x}+F_{y}(x,y,z)\,{\hat {e}}_{y}+F_{z}(x,y,z)\,{\hat {e}}_{z}}
ist das dreidimensionale Vektorfeld
{\displaystyle \operatorname {rot} \,{\vec {F}}(x,y,z)=\left({\frac {\partial F_{z}}{\partial y}}-{\frac {\partial F_{y}}{\partial z}}\right){\hat {e}}_{x}+\left({\frac {\partial F_{x}}{\partial z}}-{\frac {\partial F_{z}}{\partial x}}\right){\hat {e}}_{y}+\left({\frac {\partial F_{y}}{\partial x}}-{\frac {\partial F_{x}}{\partial y}}\right){\hat {e}}_{z}\,.}
Man kann {\displaystyle \operatorname {rot} \,{\vec {F}}} wie das Kreuzprodukt als formale Determinante einer Matrix auffassen, deren erste Spalte die kartesischen Basisvektoren enthält, die zweite die partiellen Ableitungen nach den kartesischen Koordinaten und die dritte die zu differenzierenden Komponentenfunktionen
{\displaystyle \operatorname {rot} \,{\vec {F}}=\operatorname {det} \,{\begin{pmatrix}{\hat {e}}_{x}&{\frac {\partial }{\partial x}}&F_{x}\\{\hat {e}}_{y}&{\frac {\partial }{\partial y}}&F_{y}\\{\hat {e}}_{z}&{\frac {\partial }{\partial z}}&F_{z}\end{pmatrix}}\,=\operatorname {det} \,{\begin{pmatrix}{\hat {e}}_{x}&{\hat {e}}_{y}&{\hat {e}}_{z}\\{\frac {\partial }{\partial x}}&{\frac {\partial }{\partial y}}&{\frac {\partial }{\partial z}}\\F_{x}&F_{y}&F_{z}\end{pmatrix}}\,.}
Allerdings sind hier die verschiedenen Spalten nicht Vektoren desselben Vektorraumes.
Gibt man die Vektoren als Spaltenvektoren ihrer kartesischen Komponenten an,
dann ist {\displaystyle \operatorname {rot} \,{\vec {F}}} das formale Kreuzprodukt des Spaltenvektors der partiellen Ableitungen nach den kartesischen Koordinaten, des Nabla-Operators {\displaystyle \nabla }, mit dem Spaltenvektor der kartesischen Komponentenfunktionen
{\displaystyle \operatorname {rot} \,{\vec {F}}(x,y,z)=\nabla \times {\vec {F}}=\sum _{i=1}^{3}{\hat {e}}_{i}\times {\frac {\partial {\vec {F}}}{\partial x_{i}}}={\begin{pmatrix}{\frac {\partial }{\partial x}}\\{\frac {\partial }{\partial y}}\\{\frac {\partial }{\partial z}}\end{pmatrix}}\times {\begin{pmatrix}F_{x}\\F_{y}\\F_{z}\end{pmatrix}}={\begin{pmatrix}{\frac {\partial F_{z}}{\partial y}}-{\frac {\partial F_{y}}{\partial z}}\\{\frac {\partial F_{x}}{\partial z}}-{\frac {\partial F_{z}}{\partial x}}\\{\frac {\partial F_{y}}{\partial x}}-{\frac {\partial F_{x}}{\partial y}}\end{pmatrix}}}
wo die Koordinaten nach dem üblichen Schema x → 1, y → 2 und z → 3 durchnummeriert wurden.

### Koordinatenunabhängige Definition mit dem Nabla-Operator
Der Nabla-Operator ist auch in anderen Koordinatensystemen definiert und so kann mit ihm die Rotation koordinatenunabhängig durch 
{\displaystyle \mathrm {rot} \ {\vec {F}}:=\nabla \times {\vec {F}}}
definiert werden. Mit dem Nabla-Operator können auch der Gradient- sowie die Divergenz eines Vektorfeldes dargestellt und Produktregeln hergeleitet werden.

### Definition in Kugelkoordinaten
Schreibt man das Vektorfeld in Kugelkoordinaten {\displaystyle (r,\theta ,\varphi )} als Linearkombination
{\displaystyle {\vec {F}}(r,\theta ,\varphi )=F_{r}(r,\theta ,\varphi )\,{\hat {e}}_{r}+F_{\theta }(r,\theta ,\varphi )\,{\hat {e}}_{\theta }+F_{\varphi }(r,\theta ,\varphi )\,{\hat {e}}_{\varphi }}
der auf Einheitslänge normierten Vektoren
{\displaystyle {\begin{aligned}{\hat {e}}_{r}&={\begin{pmatrix}\sin(\vartheta )\cos(\varphi )\\\sin(\vartheta )\sin(\varphi )\\\cos(\vartheta )\end{pmatrix}}={\frac {1}{\sqrt {x^{2}+y^{2}+z^{2}}}}{\begin{pmatrix}x\\y\\z\end{pmatrix}}\,,\\{\hat {e}}_{\theta }&={\begin{pmatrix}\cos(\vartheta )\cos(\varphi )\\\cos(\vartheta )\sin(\varphi )\\-\sin(\vartheta )\end{pmatrix}}={\frac {1}{\sqrt {(x^{2}+y^{2}+z^{2})(x^{2}+y^{2})}}}{\begin{pmatrix}z\,x\\z\,y\\-x^{2}-y^{2}\end{pmatrix}}\,,\\{\hat {e}}_{\varphi }&={\begin{pmatrix}-\sin(\varphi )\\\cos(\varphi )\\0\end{pmatrix}}={\frac {1}{\sqrt {x^{2}+y^{2}}}}{\begin{pmatrix}-y\\x\\0\end{pmatrix}}\,,\end{aligned}}}
die an jedem Punkt in Richtung zunehmender {\displaystyle r,\theta ,\varphi }-Koordinaten zeigen, so ist die Rotation
{\displaystyle {\begin{aligned}\operatorname {rot} \,{\vec {F}}=\,&{\frac {1}{r\sin \theta }}\left[{\frac {\partial }{\partial \theta }}\left(F_{\varphi }\sin \theta \right)-{\frac {\partial F_{\theta }}{\partial \varphi }}\right]{\hat {e}}_{r}+\left[{\frac {1}{r\sin \theta }}{\frac {\partial F_{r}}{\partial \varphi }}-{\frac {1}{r}}{\frac {\partial }{\partial r}}\left(rF_{\varphi }\right)\right]{\hat {e}}_{\theta }\,+\,{\frac {1}{r}}\left[{\frac {\partial }{\partial r}}\left(rF_{\theta }\right)-{\frac {\partial F_{r}}{\partial \theta }}\right]{\hat {e}}_{\varphi }\,.\end{aligned}}}

### Definition in Zylinderkoordinaten
Gibt man das Vektorfeld in Zylinderkoordinaten {\displaystyle (r,\varphi ,z)}
als Linearkombination
{\displaystyle {\vec {F}}(r,\varphi ,z)=F_{r}(r,\varphi ,z)\,{\hat {e}}_{r}+F_{\varphi }(r,\varphi ,z)\,{\hat {e}}_{\varphi }+F_{z}(r,\varphi ,z)\,{\hat {e}}_{z}}
der Vektoren
{\displaystyle {\begin{aligned}{\hat {e}}_{r}&={\begin{pmatrix}\cos(\varphi )\\\sin(\varphi )\\0\end{pmatrix}}={\frac {1}{\sqrt {x^{2}+y^{2}}}}{\begin{pmatrix}x\\y\\0\end{pmatrix}}\,,\\{\hat {e}}_{\varphi }&={\begin{pmatrix}-\sin(\varphi )\\\cos(\varphi )\\0\end{pmatrix}}={\frac {1}{\sqrt {x^{2}+y^{2}}}}{\begin{pmatrix}-y\\x\\0\end{pmatrix}}\,,\\{\hat {e}}_{z}&={\begin{pmatrix}0\\0\\1\end{pmatrix}}\,,\end{aligned}}}
an, die auf Einheitslänge normiert an jedem Punkt in Richtung zunehmender {\displaystyle r,\varphi ,z}-Koordinaten zeigen, so ist die Rotation
{\displaystyle {\begin{aligned}\operatorname {rot} \,{\vec {F}}=\left[{\frac {1}{r}}{\frac {\partial F_{z}}{\partial \varphi }}-{\frac {\partial F_{\varphi }}{\partial z}}\right]{\hat {e}}_{r}+\left[{\frac {\partial F_{r}}{\partial z}}-{\frac {\partial F_{z}}{\partial r}}\right]{\hat {e}}_{\varphi }\,+\,{\frac {1}{r}}\left[{\frac {\partial }{\partial r}}\left(r\cdot F_{\varphi }\right)-{\frac {\partial F_{r}}{\partial \varphi }}\right]{\hat {e}}_{z}\,.\end{aligned}}}

### Rotation in zwei Dimensionen
Ein Vektorfeld im zweidimensionalen, euklidischen Raum kann als Vektorfeld
{\displaystyle {\vec {F}}(x,y,z)=F_{x}(x,y)\,{\hat {e}}_{x}+F_{y}(x,y)\,{\hat {e}}_{y}}
in drei Dimensionen aufgefasst werden, das nicht von der dritten Koordinate abhängt und dessen dritte Komponente verschwindet. Seine Rotation ist kein Vektorfeld dieser Art, sondern besteht gemäß
{\displaystyle \operatorname {rot} \,{\vec {F}}(x,y,z)=\left({\frac {\partial F_{y}}{\partial x}}-{\frac {\partial F_{x}}{\partial y}}\right){\hat {e}}_{z}}
aus einer Komponente, die senkrecht zum Vektorfeld in drei Dimensionen ist. Definiert man in zwei Dimensionen die Rotation als den Differentialoperator
{\displaystyle \operatorname {rot} \colon {\vec {F}}\mapsto {\frac {\partial F_{y}}{\partial x}}-{\frac {\partial F_{x}}{\partial y}}\,,}
dann ist das Ergebnis ein Skalarfeld und kein Vektorfeld.

## Eigenschaften

### Koordinatenfreie Darstellung der Rotation als Volumenableitung
Mit Hilfe des Satzes von Stokes kann die Rotation, ähnlich wie die Divergenz (Quellendichte), als Volumenableitung dargestellt werden. Diese Darstellung hat den Vorteil, dass sie koordinatenunabhängig ist. Aus diesem Grund wird die Rotation im Bereich der Ingenieurwissenschaften oftmals direkt so definiert.
Ist {\displaystyle {\mathcal {V}}} ein Raumgebiet mit stückweise glattem Rand {\displaystyle \partial {\mathcal {V}}} und dem Volumeninhalt {\displaystyle V}, dann kann die Rotation des Vektorfelds {\displaystyle {\vec {F}}\colon {\mathcal {V}}\to \mathbb {R} ^{3}} im Punkt {\displaystyle p\in {\mathcal {V}}} mittels der Volumenableitung durch
{\displaystyle \mathrm {rot} \,{\vec {F}}(p)=\lim _{V\rightarrow 0}{\frac {\oint _{\partial {\mathcal {V}}}{\hat {n}}\times {\vec {F}}\,\mathrm {d} A}{V}}}
berechnet werden. Dabei bezeichnet {\displaystyle {\hat {n}}\mathrm {d} A=\mathrm {d} {\vec {A}}} das äußere vektorielle Flächenelement von {\displaystyle \partial {\mathcal {V}},} wobei {\displaystyle {\hat {n}}} der nach außen zeigende Normaleneinheitsvektor und {\displaystyle \mathrm {d} A} das skalare Flächenelement ist. Zur Grenzwertbildung wird das Raumgebiet {\displaystyle {\mathcal {V}}} auf den Punkt {\displaystyle p} zusammengezogen, sodass sein Inhalt {\displaystyle V} gegen null geht, siehe auch #Integralsatz von Stokes weiter unten.
Ersetzt man {\displaystyle {\vec {F}}} durch eine Strömungsgeschwindigkeit, erscheint die Rotation als Wirbeldichte. Ähnlich gebildete Synonyme existieren auch für die Divergenz (Quellendichte) und den Gradienten (Kraftdichte). Die Koordinatendarstellungen des vorigen Abschnitts ergeben sich aus der Volumenableitung, wenn man das jeweilige Volumenelement als Raumgebiet {\displaystyle {\mathcal {V}}} wählt.

### Axialvektorfeld
Die Rotation eines Vektorfeldes ist ein Pseudovektorfeld. Ein Vektorfeld geht bei Spiegelung am Ursprung in sein Negatives am gespiegelten Ort über, die Rotation des Vektorfeldes ändert bei dieser Spiegelung ihr Vorzeichen nicht,
{\displaystyle {\begin{aligned}{\vec {F}}^{\prime }({\vec {x}})&=-{\vec {F}}(-{\vec {x}})\,,\\{\bigl (}\operatorname {rot} \,{\vec {F}}^{\prime }{\bigr )}({\vec {x}})&={\bigl (}\operatorname {rot} \,{\vec {F}}{\bigr )}(-{\vec {x}})\,.\end{aligned}}}

### Rechenregeln
Die Rotation ist linear. Für alle Konstanten {\displaystyle c\in \mathbb {R} } und differenzierbaren Vektorfelder {\displaystyle {\vec {F}}} und {\displaystyle {\vec {G}}} gilt
{\displaystyle \operatorname {rot} \,(c\,{\vec {F}}+{\vec {G}})=c\,\operatorname {rot} \,{\vec {F}}+\operatorname {rot} \,{\vec {G}}\,.}
Die Rotation eines Vektorfeldes verschwindet genau dann, wenn es lokal ein Gradientenfeld ist und die Divergenz eines Vektorfeldes verschwindet genau dann, wenn es lokal die Rotation eines anderen Feldes ist:
{\displaystyle \operatorname {rot~grad} \,f=0\,,\ \operatorname {div~rot} \,{\vec {F}}=0}
Für differenzierbare Funktionen {\displaystyle f\,} und Vektorfelder {\displaystyle {\vec {F}}} und {\displaystyle {\vec {G}}} gelten die Produktregeln
{\displaystyle {\begin{aligned}\operatorname {rot} \,(f\,{\vec {F}})=&f\,\operatorname {rot} \,{\vec {F}}+(\operatorname {grad} \,f)\,\times {\vec {F}}\\\operatorname {rot} \,({\vec {F}}\times {\vec {G}})=&\left({\vec {G}}\cdot \nabla \right){\vec {F}}-\left({\vec {F}}\cdot \nabla \right){\vec {G}}+{\vec {F}}\,(\nabla \cdot {\vec {G}})-{\vec {G}}\,(\nabla \cdot {\vec {F}})\\=&\left(\operatorname {grad} {\vec {F}}\right)\cdot {\vec {G}}-\left(\operatorname {grad} {\vec {G}}\right)\cdot {\vec {F}}+{\vec {F}}\,(\operatorname {div} \,{\vec {G}})-{\vec {G}}\,(\operatorname {div} \,{\vec {F}})\,.\end{aligned}}}
Darin ist {\displaystyle \nabla } der Nabla-Operator und in der letzten Formel bildet grad den Vektorgradient. Für die zweifache Anwendung der Rotation gilt
{\displaystyle \operatorname {rot} \,\operatorname {rot} \,{\vec {F}}=\operatorname {grad\,div} \,{\vec {F}}-\operatorname {div\,grad} \,{\vec {F}}=\operatorname {grad\,div} \,{\vec {F}}-\Delta \,{\vec {F}}}
wo {\displaystyle \Delta } der Laplace-Operator ist. Für einen Vektor {\displaystyle {\vec {v}}}, der von einem Skalar {\displaystyle s} abhängt, und dieser in 3D vom Ort, gilt die Kettenregel
{\displaystyle \operatorname {rot} \,{\vec {v}}(s)=\operatorname {grad} \,s\times {\frac {\mathrm {d} {\vec {v}}}{\mathrm {d} s}}.}

## Anwendungen

### Zusammenhang zur Winkelgeschwindigkeit
Bei der Drehung eines starren Körpers um die {\displaystyle z}-Achse mit konstanter Winkelgeschwindigkeit {\displaystyle \omega } wächst der Drehwinkel {\displaystyle \varphi } gleichmäßig mit der Zeit an, {\displaystyle \varphi =\omega \,t\,,} und jeder Punkt durchläuft eine Bahn
{\displaystyle {\begin{pmatrix}x(t)\\y(t)\\z(t)\end{pmatrix}}={\begin{pmatrix}\cos(\omega \,t)\,x(0)-\sin(\omega \,t)\,y(0)\\\sin(\omega \,t)\,x(0)+\cos(\omega \,t)\,y(0)\\z(0)\end{pmatrix}}\,.}
Die Geschwindigkeit beträgt
{\displaystyle {\frac {\mathrm {d} }{\mathrm {d} \,t}}{\begin{pmatrix}x(t)\\y(t)\\z(t)\end{pmatrix}}=\omega \,{\begin{pmatrix}-\sin(\omega \,t)\,x(0)-\cos(\omega \,t)\,y(0)\\\ \cos(\omega \,t)\,x(0)-\sin(\omega \,t)\,y(0)\\0\end{pmatrix}}=\omega \,{\begin{pmatrix}-y(t)\\x(t)\\0\end{pmatrix}}\,.}
Das Geschwindigkeitsfeld einer starren Drehung um die {\displaystyle z}-Achse ist also, wie oben im Beispiel angegeben,
{\displaystyle {\vec {v}}(x,y,z)=\omega \,(-y\,{\hat {e}}_{x}+x\,{\hat {e}}_{y})\,.}
Seine Rotation ist die doppelte Winkelgeschwindigkeit
{\displaystyle \operatorname {rot} \,{\vec {v}}=2\,\omega \,{\hat {e}}_{z}\,.}

### Veranschaulichung durch Drehmoment
In einem Flächenkraftdichte-Feld {\displaystyle {\vec {f}}}, das jedem Körperoberflächenelement mit dem Inhalt {\displaystyle \mathrm {d} A} unabhängig von seiner Ausrichtung die Kraft {\displaystyle {\vec {f}}\mathrm {d} A} einprägt, erfährt eine Kugel mit dem Radius {\displaystyle R} (und dem zugehörigen Volumeninhalt {\displaystyle V}) das Drehmoment
{\displaystyle {\vec {M}}=R\,V\,\mathrm {rot} \,{\vec {f}}.}
Vorausgesetzt ist, dass {\displaystyle \mathrm {rot} \,{\vec {f}}} im Bereich der Kugel konstant ist.
Die Gleichung folgt aus dem #Integralsatz von Stokes
{\displaystyle \int _{\mathcal {V}}\mathrm {rot} \,{\vec {f}}\mathrm {d} V=\oint _{\mathcal {A}}{\hat {n}}\times {\vec {f}}\,\mathrm {d} A}
mit {\displaystyle \textstyle \int _{\mathcal {V}}\mathrm {rot} \,{\vec {f}}\,\mathrm {d} V=V\mathrm {rot} \,{\vec {f}}} und {\displaystyle \textstyle {\vec {M}}:=\oint _{\mathcal {A}}R{\hat {n}}\times {\vec {f}}\,\mathrm {d} A}.

## Sätze, in denen die Rotation eine Rolle spielt

### Zerlegung in quellen- und wirbelfreien Teil
Zweifach stetig differenzierbare Vektorfelder {\displaystyle {\vec {v}}({\vec {r}})}, die mit ihren Ableitungen für große Abstände hinreichend rasch gegen null gehen, kann man eindeutig in einen wirbelfreien Teil {\displaystyle {\vec {E}}\,,\ {\textsf {mit}}\ \operatorname {rot} \,{\vec {E}}={\vec {0}}\,,} und einen quellenfreien Teil {\displaystyle {\vec {B}}\,,\ {\textsf {mit}}\ \operatorname {div} \,{\vec {B}}=0\,,} zerlegen,
{\displaystyle {\begin{array}{lll}{\vec {v}}&={\vec {E}}+{\vec {B}}\,,&{\vec {E}}=-\operatorname {grad} \,\phi \,,\ {\vec {B}}=\operatorname {rot} \,{\vec {A}}\,,\\\phi ({\vec {x}})&={\frac {1}{4\,\pi }}\int \!\mathrm {d} ^{3}y\,\,{\frac {\operatorname {div} \,{\vec {v}}({\vec {y}})}{|{\vec {x}}-{\vec {y}}|}}\,,\ &{\vec {A}}({\vec {x}})={\frac {1}{4\,\pi }}\int \!{\mathrm {d} }^{3}y\,\,{\frac {\operatorname {rot} \,{\vec {v}}({\vec {y}})}{|{\vec {x}}-{\vec {y}}|}}\,.\end{array}}}
Dabei bezeichnen {\displaystyle \operatorname {div} } und {\displaystyle \operatorname {grad} } den Divergenz- bzw. Gradient-Operator, wobei die Definition {\displaystyle E=-\operatorname {grad} \,\phi \,} die in der Physik übliche Konvention ist. Mathematisch ist: {\displaystyle E=\operatorname {grad} \,\phi \,}
Diese Zerlegung ist Bestandteil des Helmholtz-Theorems.

### Integralsatz von Stokes

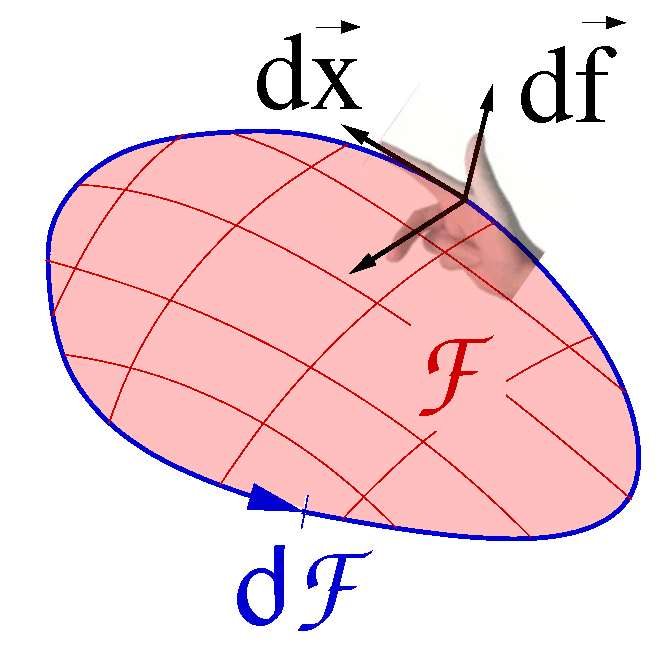
Fläche mit Berandung

Das Integral über eine Fläche {\displaystyle {\mathcal {F}}} über die Rotation eines Vektorfeldes {\displaystyle {\vec {A}}} ist nach dem klassischen Integralsatz von Stokes gleich dem Kurvenintegral über die Randkurve {\displaystyle \partial {\mathcal {F}}} über {\displaystyle {\vec {A}}\,,}
{\displaystyle \iint _{\mathcal {F}}\!\!(\operatorname {rot} \,{\vec {A}})\cdot \mathrm {d} {\vec {f}}=\oint _{\partial {\mathcal {F}}}\!\!{\vec {A}}\cdot \mathrm {d} {\vec {x}}\,.}
Durch das Doppelintegral wird links betont, dass man von einer zweidimensionalen Integration ausgeht. Auf der rechten Seite soll das Kreissymbol im Integralzeichen unterstreichen, dass es sich um ein Integral über einen geschlossenen Weg handelt. Die Orientierung entspricht dabei der Drei-Finger-Regel, siehe Abbildung rechts: die folgenden drei Vektoren, nämlich erstens der Vektor {\displaystyle \mathrm {d} {\vec {f}}} in Richtung der Flächennormalen, zweitens der Vektor {\displaystyle \mathrm {d} {\vec {x}}} in Tangentialrichtung der Kurve und drittens der vom Rand in die Fläche zeigenden Vektor, entsprechen Daumen, Zeigefinger und Mittelfinger der rechten Hand, das heißt, sie bilden ein Rechtssystem. Oft schreibt man {\displaystyle \mathrm {d} {\vec {f}}={\vec {n}}\,\mathrm {d} f\,} indem man mit dem Normalenvektor {\displaystyle {\vec {n}}} die Richtung der Größe hervorhebt.
Der allgemeinere Satz von Stokes beinhaltet auch das Rotations-Theorem
{\displaystyle \int _{V}\mathrm {rot} {\vec {F}}\,\mathrm {d} V=\int _{A}{\vec {n}}\times {\vec {F}}\,\mathrm {d} A}
Darin ist {\displaystyle {\vec {F}}} ein stetig differenzierbares Vektorfeld, {\displaystyle {\vec {n}}} der nach außen gerichtete Normaleneinheitsvektor auf der geschlossenen Oberfläche {\displaystyle A} des Volumens {\displaystyle V}. Wenn das Volumen so klein wird, dass die Rotation in ihm näherungsweise konstant wird, folgt hieraus die #Koordinatenfreie Darstellung der Rotation als Volumenableitung.

## Rotation von Tensoren zweiter Stufe
Die Rotation von Tensorfeldern zweiter Stufe wird mit der Identität
{\displaystyle \mathrm {rot} (\mathbf {T} )\cdot {\vec {c}}=\mathrm {rot} \left(\mathbf {T} ^{\top }\cdot {\vec {c}}\right)\quad \forall {\vec {c}}}
definiert. Aus ihr ergibt sich
{\displaystyle \mathrm {rot} (\mathbf {T} )=\nabla \times \left(\mathbf {T} ^{\top }\right)}.
In kartesischen Koordinaten {\displaystyle x_{1,2,3}} bezüglich der Standardbasis ê1,2,3 schreibt sich die Rotation für das Tensorfeld {\displaystyle \textstyle \mathbf {T} =\sum _{i,j=1}^{3}T_{ij}{\hat {e}}_{i}\otimes {\hat {e}}_{j}}:
{\displaystyle \mathrm {rot} (\mathbf {T} )=\sum _{i,j,k=1}^{3}{\hat {e}}_{k}\times {\frac {\partial }{\partial x_{k}}}T_{ij}{\hat {e}}_{j}\otimes {\hat {e}}_{i}=\sum _{i,j,k=1}^{3}{\frac {\partial T_{ij}}{\partial x_{k}}}({\hat {e}}_{k}\times {\hat {e}}_{j})\otimes {\hat {e}}_{i}}
Darin ist ⊗ das dyadische Produkt. Es wird aber auch die transponierte Version {\displaystyle \nabla \times \mathbf {T} } benutzt, die hieraus hervorgeht, indem die Komponenten gemäß {\displaystyle T_{ij}\rightleftarrows T_{ji}} vertauscht werden.
Im Zusammenhang mit Tensoren sind Klammern ein wichtiges Hilfsmittel, um die Reihenfolge der Anwendung und die Argumente der verschiedenen Operatoren klarzustellen, was auf das Ergebnis einen entscheidenden Einfluss hat. Meistens ist beispielsweise
{\displaystyle \operatorname {rot} (\mathbf {T} ^{\top })=\nabla \times \mathbf {T} \neq \left[\nabla \times \left(\mathbf {T} ^{\top }\right)\right]^{\top }=\operatorname {rot} (\mathbf {T} )^{\top }}
weswegen die Ausdrücke {\displaystyle \operatorname {rot} \mathbf {T} ^{\top }} und {\displaystyle \nabla \times \mathbf {T} ^{\top }} mehrdeutig sind.

### Symmetrische Tensoren
Wenn der Tensor symmetrisch ist, {\displaystyle \textstyle \mathbf {T} =\mathbf {T} ^{\top }=\sum _{i,j=1}^{3}T_{ij}{\hat {e}}_{i}\otimes {\hat {e}}_{j}} mit {\displaystyle T_{ij}=T_{ji}}, dann ist seine Rotation spurfrei:
{\displaystyle \operatorname {Sp{\big (}rot} (\mathbf {T} ){\big )}=\sum _{i,j,k=1}^{3}{\frac {\partial T_{ij}}{\partial x_{k}}}({\hat {e}}_{k}\times {\hat {e}}_{j})\cdot {\hat {e}}_{i}=\sum _{i,j,k=1}^{3}{\frac {\partial T_{ij}}{\partial x_{k}}}({\hat {e}}_{j}\times {\hat {e}}_{i})\cdot {\hat {e}}_{k}=0}
denn Terme mit vertauschten Indizes {\displaystyle i} und {\displaystyle j} sind gleich groß, besitzen aber umgekehrtes Vorzeichen und heben sich daher in der Summe gegenseitig auf, oder verschwinden bei {\displaystyle i=j}, siehe auch Spatprodukt.

### Ableitungsregeln
Die Produktregel führt im Produkt mit einem Skalar {\displaystyle f}, Vektoren {\displaystyle {\vec {f}},{\vec {g}}} und dem Tensor {\displaystyle \mathbf {T} } auf:
{\displaystyle {\begin{aligned}\mathrm {rot} ({\vec {f}}\otimes {\vec {g}})=&\mathrm {rot} ({\vec {g}})\otimes {\vec {f}}-{\vec {g}}\times \mathrm {grad} ({\vec {f}})^{\top }\\\mathrm {rot} (f\mathbf {T} )=&\mathrm {grad} (f)\times (\mathbf {T} ^{\top })+f\mathrm {rot} (\mathbf {T} )\\\mathrm {rot} (\mathbf {T} \cdot {\vec {f}})=&\mathrm {rot} (\mathbf {T} ^{\top })\cdot {\vec {f}}-{\vec {\mathrm {i} }}\left(\mathbf {T} \cdot \mathrm {grad} ({\vec {f}})\right)\\\mathrm {rot} ({\vec {f}}\times \mathbf {T} )=&-\mathrm {rot} (\mathbf {T} )\times {\vec {f}}+\left(\mathbf {T} \#\mathrm {grad} ({\vec {f}})\right)^{\top }\end{aligned}}}
Darin bildet {\displaystyle {\vec {\mathrm {i} }}} die Vektorinvariante, # das äußere Tensorprodukt und grad den Gradient. Ist T der Einheitstensor 1, dann liefert das bemerkenswerte Zusammenhänge:
{\displaystyle {\begin{aligned}\mathrm {rot} (f\mathbf {1} )=&\mathrm {grad} (f)\times \mathbf {1} \\\mathrm {rot} ({\vec {f}})=&-{\vec {\mathrm {i} }}\left(\mathrm {grad} ({\vec {f}})\right)\\\mathrm {rot} ({\vec {f}}\times \mathbf {1} )=&\left(\mathbf {1} \#\mathrm {grad} ({\vec {f}})\right)^{\top }=\left(\mathrm {Sp} {\big (}\mathrm {grad} ({\vec {f}}){\big )}\mathbf {1} -\mathrm {grad} ({\vec {f}})^{\top }\right)^{\top }\\=&\mathrm {div} ({\vec {f}})\mathbf {1} -\mathrm {grad} ({\vec {f}})\end{aligned}}}
In divergenzfreien Feldern ist also {\displaystyle \mathrm {rot} ({\vec {f}}\times \mathbf {1} )=-\mathrm {grad} ({\vec {f}})}, was beim Poincaré-Lemma ausgenutzt wird.
Bei der Verknüpfung der Rotation mit anderen Differentialoperatoren entstehen unter Beteiligung eines Tensors teilweise ähnliche Formeln wie sie aus der Vektoranalysis bekannt sind:
{\displaystyle {\begin{array}{rclcl}\mathrm {div(rot} ({\vec {f}}))&=&\nabla \cdot (\nabla \times {\vec {f}})&=&0\\\mathrm {rot(grad} (f))&=&\nabla \times \nabla f&=&{\vec {0}}\\\mathrm {div{\big (}rot} (\mathbf {T} )^{\top }{\big )}&=&\nabla \cdot (\nabla \times \mathbf {T} )&=&{\vec {0}}\\\mathrm {rot{\big (}grad} ({\vec {f}}){\big )}&=&\nabla \times (\nabla \otimes {\vec {f}})&=&\mathbf {0} \end{array}}}
{\displaystyle {\begin{aligned}\mathrm {rot{\big (}rot} ({\vec {f}}){\big )}=&\mathrm {grad{\big (}div} ({\vec {f}}){\big )}-\Delta {\vec {f}}\\\mathrm {rot{\big (}rot} (\mathbf {T} )^{\top }{\big )}^{\top }=&\mathrm {grad{\big (}div} (\mathbf {T} ){\big )}-\Delta \mathbf {T} \end{aligned}}}
oder mit den Nabla-Operator
{\displaystyle {\begin{aligned}\nabla \times (\nabla \times {\vec {f}})=&\nabla (\nabla \cdot {\vec {f}})-\Delta {\vec {f}}\\\left[\nabla \times {\big (}\nabla \times (\mathbf {T} ^{\top }){\big )}\right]^{\top }=&{\big (}\nabla \otimes \nabla \cdot \mathbf {T} ^{\top }{\big )}^{\top }-\Delta \mathbf {T} \end{aligned}}}

Darin ist Δ = 𝜵2 der Laplace-Operator.